# Fußball-Club St. Pauli von 1910 1987-1988
Questa voce raccoglie le informazioni riguardanti il Fußball-Club St. Pauli von 1910 nelle competizioni ufficiali della stagione 1987-1988.

## Stagione
Nella stagione 1987-1988 il St. Pauli, allenato da Willi Reimann e Helmut Schulte, concluse il campionato di 2. Bundesliga al 2º posto. In Coppa di Germania il St. Pauli fu eliminato al primo turno dal Blau-Weiß Berlin.

## Rosa
| N. |                     | Ruolo | Calciatore            |
| -- | ------------------- | ----- | --------------------- |
| 1  | Germania (bandiera) | P     | Klaus Thomforde       |
| 3  | Germania (bandiera) | C     | Jürgen Gronau         |
|    | Germania (bandiera) | P     | Volker Ippig          |
|    | Germania (bandiera) | D     | Dietmar Demuth        |
|    | Germania (bandiera) | D     | Jens Duve             |
|    | Germania (bandiera) | D     | Reinhard Kock         |
|    | Germania (bandiera) | D     | Bernhard Olck         |
|    | Germania (bandiera) | D     | Andrew Pfennig        |
|    | Germania (bandiera) | D     | André Trulsen         |
|    | Germania (bandiera) | D     | Klaus Ulbricht        |
|    | Germania (bandiera) | C     | Hans-Jürgen Bargfrede |

| N. |                      | Ruolo | Calciatore          |
| -- | -------------------- | ----- | ------------------- |
|    | Germania (bandiera)  | C     | Jens Beermann       |
|    | Germania (bandiera)  | C     | Michael Dahms       |
|    | Danimarca (bandiera) | C     | Morten-Fibak Jensen |
|    | Germania (bandiera)  | C     | Thorsten Koy        |
|    | Germania (bandiera)  | C     | Stefan Studer       |
|    | Germania (bandiera)  | C     | Dirk Zander         |
|    | Germania (bandiera)  | A     | André Bistram       |
|    | Germania (bandiera)  | A     | Franz Gerber        |
|    | Germania (bandiera)  | A     | André Golke         |
|    | Germania (bandiera)  | A     | Fred Klaus          |
|    | Germania (bandiera)  | A     | Rüdiger Wenzel      |

## Organigramma societario
Area tecnica
- Allenatore: Helmut Schulte
- Allenatore in seconda: Seppo Eichkorn
- Preparatore dei portieri:
- Preparatori atletici: Ronald Wollmann

## Calciomercato

### Sessione estiva
| Acquisti | Acquisti      | Acquisti             | Acquisti |
| R.       | Nome          | da                   | Modalità |
| -------- | ------------- | -------------------- | -------- |
| D        | Bernhard Olck | Alemannia Aquisgrana |          |
| C        | Ryszard Rybak | Lech Poznań          |          |

| Cessioni | Cessioni | Cessioni | Cessioni |
| R.       | Nome     | a        | Modalità |
| -------- | -------- | -------- | -------- |

### Sessione invernale
| Acquisti | Acquisti      | Acquisti   | Acquisti |
| R.       | Nome          | da         | Modalità |
| -------- | ------------- | ---------- | -------- |
| A        | André Bistram | Schalke 04 |          |

| Cessioni | Cessioni      | Cessioni    | Cessioni |
| R.       | Nome          | a           | Modalità |
| -------- | ------------- | ----------- | -------- |
| C        | Ryszard Rybak | Lech Poznań |          |

## Risultati

### 2. Bundesliga

#### Girone di andata
| Arbitro: | Rubel |

|  |           |                                           |
|  | Marcatori | 33’ Dahms 70’ Wenzel 78’ (aut.) Dieckmann |

| Arbitro: | Zimmermann |

|                   |           |          |
| Wenzel 11’ (rig.) | Marcatori | 35’ Linz |

| Arbitro: | Boos |

|  |           |                      |
|  | Marcatori | 15’ Golke 90’ Zander |

| Arbitro: | Gochermann |

|                                 |           |             |
| Wenzel 46’ Klaus 64’ Zander 83’ | Marcatori | 46’ Scheler |

| Arbitro: | Broska |

|           |           |  |
| Gries 64’ | Marcatori |  |

| Arbitro: | Osmers |

|                                |           |  |
| Zander 3’ Wenzel 4’ Gronau 24’ | Marcatori |  |

| Arbitro: | Neuner |

|                          |           |  |
| Helmes 58’ Schlösser 63’ | Marcatori |  |

| Arbitro: | Bruch |

|                                        |           |                                 |
| Zander 38’, 69’ Wenzel 54’ Trulsen 85’ | Marcatori | 16’ Pröpper 65’ (aut.) Beermann |

| Düsseldorf 5 settembre 1987, ore 15:00 CEST 9ª giornata | Fortuna Düsseldorf | 0 – 0 referto | St. Pauli | Rheinstadion (6 000 spett.)\| Arbitro: \| Gabor \| |
| Arbitro:                                                | Gabor              |               |           |                                                    |

| Amburgo 12 settembre 1987, ore 15:00 CEST 10ª giornata | St. Pauli | 0 – 0 referto | Remscheid | Wilhelm-Koch-Stadion (5 700 spett.)\| Arbitro: \| Kasper \| |
| Arbitro:                                               | Kasper    |               |           |                                                             |

| Arbitro: | Richmann |

|                    |           |               |
| van der Pütten 71’ | Marcatori | 81’ Bargfrede |

| Arbitro: | Wittke |

|                |           |  |
| Zander 4’, 65’ | Marcatori |  |

| Arbitro: | Merk |

|              |           |  |
| Langbein 78’ | Marcatori |  |

| Arbitro: | Barnick |

|                               |           |                      |
| Bargfrede 46’, 69’ Wenzel 90’ | Marcatori | 20’ Kuhl 45’ Posniak |

| Arbitro: | Löwer |

|                          |           |            |
| Forster 33’ Grabosch 35’ | Marcatori | 75’ Wenzel |

| Arbitro: | Müller |

|           |           |          |
| Dahms 70’ | Marcatori | 26’ Sané |

| Arbitro: | Pauly |

|           |           |  |
| Gronau 9’ | Marcatori |  |

| Arbitro: | Osmers |

|            |           |                                                     |
| Krella 20’ | Marcatori | 23’, 43’, 74’ Klaus 33’ Golke 58’ Wenzel 65’ Gronau |

| Arbitro: | Reinstädtler |

|                                    |           |                                    |
| Duve 15’ Wenzel 21’, 42’ Golke 52’ | Marcatori | 27’, 37’ (rig.) Steubing 38’ Spies |

#### Girone di ritorno
| Arbitro: | Bauer |

|          |           |  |
| Olck 45’ | Marcatori |  |

| Arbitro: | Neumann |

|            |           |  |
| Jursch 90’ | Marcatori |  |

| Arbitro: | Fux |

|                 |           |  |
| Wenzel 12’, 34’ | Marcatori |  |

| Arbitro: | Dardenne |

|                |           |                                 |
| von Aufseß 77’ | Marcatori | 13’ Wenzel 51’ Zander 89’ Klaus |

| Arbitro: | Schäfer |

|                   |           |          |
| Zander 64’ (rig.) | Marcatori | 23’ Bunk |

| Arbitro: | Gochermann |

|                               |           |            |
| Wieczorek 14’ Müller 50’, 81’ | Marcatori | 75’ Wenzel |

| Arbitro: | Zimmermann |

|                                                        |           |            |
| Frenken 3’ (aut.) Golke 21’, 84’ Wenzel 49’ Zander 73’ | Marcatori | 88’ Hägele |

| Arbitro: | Schmidhuber |

|                        |           |                      |
| Koch 6’ Regenbogen 78’ | Marcatori | 42’ Zander 64’ Dahms |

| Arbitro: | Rubel |

|                     |           |                          |
| Duve 29’ Zander 50’ | Marcatori | 79’ Demandt 89’ Seeliger |

| Arbitro: | Harder |

|                                  |           |           |
| Grün 48’ Balewski 62’ Köhler 80’ | Marcatori | 8’ Gronau |

| Arbitro: | Schmidt |

|                       |           |  |
| Wenzel 32’ Zander 40’ | Marcatori |  |

| Arbitro: | Steinborn |

|  |           |           |
|  | Marcatori | 37’ Golke |

| Arbitro: | Albrecht |

|                                      |           |            |
| Zander 44’, 73’ (rig.) Bargfrede 47’ | Marcatori | 18’ Kontny |

| Darmstadt 4 maggio 1988, ore 15:00 CEST 33ª giornata | Darmstadt | 0 – 0 referto | St. Pauli | Stadion am Böllenfalltor (10 000 spett.)\| Arbitro: \| Theobald \| |
| Arbitro:                                             | Theobald  |               |           |                                                                    |

| Arbitro: | Matheis |

|  |           |                       |
|  | Marcatori | 45’ Igler 90’ Vollmer |

| Arbitro: | Kautschor |

|               |           |           |
| Schweizer 11’ | Marcatori | 57’ Golke |

| Arbitro: | Pauly |

|                  |           |              |
| Wilbois 78’, 90’ | Marcatori | 7’, 9’ Golke |

| Arbitro: | Werner |

|                         |           |  |
| Zander 9’ Bargfrede 73’ | Marcatori |  |

| Arbitro: | Kröger |

|  |           |            |
|  | Marcatori | 29’ Zander |

### Coppa di Germania
| Arbitro: | Kruse |

|  |           |                                  |
|  | Marcatori | 110’ Dinauer 112’, 119’ Hellmann |

## Statistiche

### Statistiche di squadra
| Competizione      | Punti | In casa | In casa | In casa | In casa | In casa | In casa | In trasferta | In trasferta | In trasferta | In trasferta | In trasferta | In trasferta | Totale | Totale | Totale | Totale | Totale | Totale | DR  |
| Competizione      | Punti | G       | V       | N       | P       | Gf      | Gs      | G            | V            | N            | P            | Gf           | Gs           | G      | V      | N      | P      | Gf     | Gs     | DR  |
| ----------------- | ----- | ------- | ------- | ------- | ------- | ------- | ------- | ------------ | ------------ | ------------ | ------------ | ------------ | ------------ | ------ | ------ | ------ | ------ | ------ | ------ | --- |
| 2. Bundesliga     | 49    | 19      | 13      | 5       | 1       | 40      | 17      | 19           | 6            | 6            | 7            | 25           | 21           | 38     | 19     | 11     | 8      | 65     | 38     | +27 |
| Coppa di Germania | -     | 1       | 0       | 0       | 1       | 0       | 3       | 0            | 0            | 0            | 0            | 0            | 0            | 1      | 0      | 0      | 1      | 0      | 3      | -3  |
| Totale            | 49    | 20      | 13      | 5       | 2       | 40      | 20      | 19           | 6            | 6            | 7            | 25           | 21           | 39     | 19     | 11     | 9      | 65     | 41     | +24 |

### Andamento in campionato
| Giornata  | 1 | 2 | 3 | 4 | 5 | 6 | 7 | 8 | 9 | 10 | 11 | 12 | 13 | 14 | 15 | 16 | 17 | 18 | 19 | 20 | 21 | 22 | 23 | 24 | 25 | 26 | 27 | 28 | 29 | 30 | 31 | 32 | 33 | 34 | 35 | 36 | 37 | 38 |
| --------- | - | - | - | - | - | - | - | - | - | -- | -- | -- | -- | -- | -- | -- | -- | -- | -- | -- | -- | -- | -- | -- | -- | -- | -- | -- | -- | -- | -- | -- | -- | -- | -- | -- | -- | -- |
| Luogo     | T | C | T | C | T | C | T | C | T | C  | T  | C  | T  | C  | T  | C  | C  | T  | C  | C  | T  | C  | T  | C  | T  | C  | T  | C  | T  | C  | T  | C  | T  | C  | T  | T  | C  | T  |
| Risultato | V | N | V | V | P | V | P | V | N | N  | N  | V  | P  | V  | P  | N  | V  | V  | V  | V  | P  | V  | V  | N  | P  | V  | N  | N  | P  | V  | V  | V  | N  | P  | N  | N  | V  | V  |
| Posizione | 1 | 6 | 2 | 1 | 2 | 1 | 3 | 2 | 2 | 3  | 3  | 3  | 4  | 3  | 4  | 5  | 3  | 2  | 2  | 2  | 2  | 2  | 2  | 2  | 2  | 2  | 2  | 2  | 3  | 2  | 2  | 2  | 2  | 2  | 3  | 2  | 2  | 2  |

Legenda:

Luogo: C = Casa; T = Trasferta. Risultato: V = Vittoria; N = Pareggio; P = Sconfitta.

### Statistiche dei giocatori
!! colspan="4" | Totale

| Giocatore    | 2. Bundesliga | 2. Bundesliga | 2. Bundesliga | 2. Bundesliga | Coppa di Germania H. Bargfrede | Coppa di Germania H. Bargfrede | Coppa di Germania H. Bargfrede | Coppa di Germania H. Bargfrede | 35       | 5    | 4           | 0          | 1 | 0 | 0 | 0 | 36 | 5 | 4 | 0 |
| Giocatore    | Presenze      | Reti          | Ammonizioni   | Espulsioni    | Presenze                       | Reti                           | Ammonizioni                    | Espulsioni                     | Presenze | Reti | Ammonizioni | Espulsioni |   |   |   |   |    |   |   |   |
| J. Beermann  | 11            | 0             | 0             | 0             | 1                              | 0                              | 0                              | 0                              | 12       | 0    | 0           | 0          |   |   |   |   |    |   |   |   |
| A. Bistram   | 5             | 0             | 0             | 0             | 0                              | 0                              | 0                              | 0                              | 5        | 0    | 0           | 0          |   |   |   |   |    |   |   |   |
| M. Dahms     | 34            | 3             | 3             | 1             | 1                              | 0                              | 0                              | 0                              | 35       | 3    | 3           | 1          |   |   |   |   |    |   |   |   |
| D. Demuth    | 13            | 0             | 2             | 0             | 1                              | 0                              | 0                              | 0                              | 14       | 0    | 2           | 0          |   |   |   |   |    |   |   |   |
| J. Duve      | 29            | 2             | 8             | 1             | 0                              | 0                              | 0                              | 0                              | 29       | 2    | 8           | 1          |   |   |   |   |    |   |   |   |
| F. Gerber    | 1             | 0             | 0             | 0             | 0                              | 0                              | 0                              | 0                              | 1        | 0    | 0           | 0          |   |   |   |   |    |   |   |   |
| A. Golke     | 38            | 9             | 4             | 0             | 1                              | 0                              | 0                              | 0                              | 39       | 9    | 4           | 0          |   |   |   |   |    |   |   |   |
| J. Gronau    | 37            | 4             | 4             | 0             | 1                              | 0                              | 0                              | 0                              | 38       | 4    | 4           | 0          |   |   |   |   |    |   |   |   |
| V. Ippig     | 19            | 0             | 0             | 0             | 0                              | 0                              | 0                              | 0                              | 19       | 0    | 0           | 0          |   |   |   |   |    |   |   |   |
| M. Jensen    | 0             | 0             | 0             | 0             | 0                              | 0                              | 0                              | 0                              | 0        | 0    | 0           | 0          |   |   |   |   |    |   |   |   |
| F. Klaus     | 34            | 5             | 0             | 0             | 1                              | 0                              | 0                              | 0                              | 35       | 5    | 0           | 0          |   |   |   |   |    |   |   |   |
| R. Kock      | 13            | 0             | 1             | 0             | 0                              | 0                              | 0                              | 0                              | 13       | 0    | 1           | 0          |   |   |   |   |    |   |   |   |
| T. Koy       | 11            | 0             | 0             | 0             | 0                              | 0                              | 0                              | 0                              | 11       | 0    | 0           | 0          |   |   |   |   |    |   |   |   |
| B. Olck      | 36            | 1             | 7             | 0             | 1                              | 0                              | 0                              | 0                              | 37       | 1    | 7           | 0          |   |   |   |   |    |   |   |   |
| A. Pfennig   | 3             | 0             | 0             | 0             | 0                              | 0                              | 0                              | 0                              | 3        | 0    | 0           | 0          |   |   |   |   |    |   |   |   |
| S. Studer    | 33            | 0             | 7             | 0             | 1                              | 0                              | 0                              | 0                              | 34       | 0    | 7           | 0          |   |   |   |   |    |   |   |   |
| K. Thomforde | 19            | 0             | 2             | 0             | 1                              | 0                              | 0                              | 0                              | 20       | 0    | 2           | 0          |   |   |   |   |    |   |   |   |
| A. Trulsen   | 37            | 1             | 5             | 0             | 1                              | 0                              | 0                              | 0                              | 38       | 1    | 5           | 0          |   |   |   |   |    |   |   |   |
| K. Ulbricht  | 10            | 0             | 2             | 0             | 0                              | 0                              | 0                              | 0                              | 10       | 0    | 2           | 0          |   |   |   |   |    |   |   |   |
| R. Wenzel    | 32            | 16            | 3             | 0             | 1                              | 0                              | 1                              | 0                              | 33       | 16   | 4           | 0          |   |   |   |   |    |   |   |   |
| D. Zander    | 32            | 17            | 7             | 0             | 1                              | 0                              | 1                              | 0                              | 33       | 17   | 8           | 0          |   |   |   |   |    |   |   |   |